# 陈过
陈过（1915年—？），男，浙江宁波人，中国医学家，曾任浙江省卫生厅厅长、党组副书记，第五、六届全国政协委员。

## 家庭
父亲陈布雷，母亲杨宏农（杨品仙）。女儿陈重华。